# 艾达罗沃农村居民点
艾达罗沃农村居民点（俄语：Айдаровское сельское поселение）是俄罗斯联邦沃罗涅日州拉蒙区所属的一个农村居民点。其下辖有5个居民点，行政中心为艾达罗沃。据2016年统计，该农村居民点的人口为4975人。